# Румейский язык
Румейский язык (тавро-румейский, приазовско-греческий, крымско-румейский; рум. румеку глоса) — язык греков-румеев, проживающих в Приазовье (территория современной Украины). Иногда причисляется к диалектам греческого.
Собственно в Крыму греческий язык появился ещё во времена древнегреческой колонизации, продолжая поддерживать свои позиции во времена владычества Византии, когда центром греческого Крыма становится Херсонес. После ослабления Византии в результате четвёртого крестового похода 1204 года, христиане Крыма (Константинопольского патриархата) продолжают существование в пределах княжества Феодоро. После его окончательного разгрома в 1475 году небольшая группа сохраняет греческий язык в качестве родного.

### Письменность
В 1920-е годы для румейского языка был разработан алфавит на основе греческого. Во многом он был схож с алфавитом понтийских греков и имел следующий вид:
| Α α | Β β | Γ γ | Δ δ | Ε ε   | Ζ ζ | Θ θ | Ι ι | Κ κ | Λ λ | Μ μ |
| Ν ν | Ο ο | Π π | Ρ ρ | Σ σ,ς | Τ τ | Υ υ | Φ φ | Χ χ |     |     |

В 1969 году А. А. Белецким был разработан новый вариант румейского алфавита, на этот раз на основе кириллицы. В 1973 году этот алфавит был впервые применён в печати и с тех пор регулярно используется. Этот алфавит имеет следующий вид:
| А а | Б б   | В в | Г г   | Гк гк | Д д | Дъ дъ | Е е | Ж ж | Дж дж |
| З з | Дз дз | И и | Й й   | К к   | Л л | М м   | Н н | О о | П п   |
| Р р | С с   | Т т | Тъ тъ | У у   | Ф ф | Х х   | Ц ц | Ч ч | Ш ш   |
| Ы ы | Э э   | Ю ю | Я я   |       |     |       |     |     |       |

### Грамматика
Личные местоимения
| ед. ч.              | мн. ч.            |
| ------------------- | ----------------- |
| го (эго) «я»        | мис (эмис) «мы»   |
| сы (эси) «ты»       | сыс (эсис) «вы»   |
| тос (автос) «он»    | тын (автын) «они» |
| ты (авты) «она»     |                   |
| то (ато) «оно»      |                   |
| мэна «меня»         | мас «нас»         |
| сэна «тебя»         | сас «вас»         |
| тона (автона) «его» | тынц (атынц) «их» |
| тына «её» (атына)   | то (ато) «его»    |

2 Глаголы настоящего времени
1. Писать
|      | ед. ч. | мн. ч.  |
| ---- | ------ | ------- |
| 1 л. | графту | графтум |
| 2 л. | графтс | графтыт |
| 3 л. | графт  | графтны |

2. Говорить
|      | ед. ч. | мн. ч.      |
| ---- | ------ | ----------- |
| 1 л. | лэгу   | лэгум       |
| 2 л. | лэс    | лэгит (лэт) |
| 3 л. | лэ     | лэгны       |

3. Слышать
|      | ед. ч. | мн. ч. |
| ---- | ------ | ------ |
| 1 л. | грику  | грикум |
| 2 л. | грикас | грикат |
| 3 л. | грика  |        |

4. Разговаривать
|      | ед. ч.              | мн. ч.                |
| ---- | ------------------- | --------------------- |
| 1 л. | лахардэву (шиншэну) | лахардэвум (шиншэкум) |
| 2 л. | лахардэвс (шиншэнс) | лахардэвит (шиншэныт) |
| 3 л. | лахардэв (шиншэн)   |                       |

5. Читать
|      | ед. ч.  | мн. ч.   |
| ---- | ------- | -------- |
| 1 л. | дъавазу | дъавазум |
| 2 л. | дъавазс | дъавазыт |
| 3 л. | дъаваз  | дъавазны |

6. Искать
|      | ед. ч.  | мн. ч.   |
| ---- | ------- | -------- |
| 1 л. | хадрэву | хадрэвум |
| 2 л. | хадрэвс | хадрэвит |
| 3 л. | хадрэв  | хадрэвны |

7. Слушать
|      | ед. ч.  | мн. ч.   |
| ---- | ------- | -------- |
| 1 л. | фукрум  | фукрумас |
| 2 л. | фукрасс | фукрасас |
| 3 л. | фукрат  | фукрунны |

8. Спешить
|      | ед. ч.             | мн. ч.               |
| ---- | ------------------ | -------------------- |
| 1 л. | спудъазу (збдъазу) | спудъазум (збдъазум) |
| 2 л. | спудъазс (збдъазс) | спудъазыт (збдъазыт) |
| 3 л. | спудъаз (збдъаз)   | спудъазны (збдъазны) |

### Генеалогическая и ареальная информация
Cообщество румеев начало формироваться в 8 в. до н.э., и в то же время начал формироваться румейский.
По фонетическим признакам выделяют пять групп говоров румейского.
Греки Приазовья делятся на две группы: собственно румеев (носителей румейского) и урумов (носителей урумского). Румейский и урумский не являются родственными и принадлежат к разным семьям. Румейский принадлежит индоевропейской семье языков, а урумский относится к тюркской.
Обе группы проживают на территории Мариупольского, Володарского, Первомайского, Волновахского, Тельмановского и Новоселковского районов Донецкой области, а также в отдельных населенных пунктах Запорожской Украины.  

### Социолингвистическая информация
По данным материалов 1989 года количество носителей румейского оценивалось как примерно 20 тысяч. 
По данным переписи 2001 года всего на территории Украины проживают 77,5 тыс. приазовских греков.
Среди румеев наблюдается следующая языковая ситуация:
| язык       | определение          | употребляют |
| ---------- | -------------------- | --- |
| русский    |                      | все жители Приазовья, в том числе в качестве языка бытового общения                                                  |
| украинский | государственный язык | сравнительно мало среди населения Приазовья, и только в качестве государственного языка                              |
| греческий  |                      | представители младшего поколения в качестве иностранного                                                             |
| румейский  | исконный язык румеев | Старшее и среднее поколения как язык бытового общения, часть младшего поколения как маркер этнической принадлежности |

Мнения о степени сохранности румейского языка расходятся, так как языковая ситуация варьируется в разных посёлках. Так, например в Малом Янисоле (посёлок, расположенный в Донецкой области) ситуация обстоит в целом благополучно: для старших поколений румейский является родным языком, в то время как на русском у большинства присутствует акцент; использование языка поколением родителей зависит от гендерной принадлежности. Женщины почти не используют его в повседневной жизни, мужчины в основном употребляют румейский в рабочей обстановке. С детьми и подростками общаюся исключительно на русском, в результате чего румейским они почти не владеют.На данный момент прилагаются усилия для привлечения местного населения к изучению своего языка и культуры, в том числе выпуск книг о грамматике и литературе румейского языка.

## Типологические характеристики
По типологическим характеристикам румейский в основном схож с греческим.

### Степень свободы выражения грамматических значений
В румейском преобладает синтетизм, то есть грамматика выражается за счет изменения формы слов.
- мана-тын                пэл-сын         т       хумшава-ц                   хабар[5]
- mother-Poss3PL     sent-PRF3F    to     neighbor-Poss1SGF     notificication
- "их мать послала своей соседке известие"

- харш-у-сас[5]
- towards-PR1SG-Dat2PL
- "навстречу вам"

### Характер границы между морфемами
В румейском наблюдается агглютинация, то есть морфемы соединяются друг с другом, но каждая морфема сохраняет свое значение и форму.
- та       чунур-я-сас         та     кэндыс[5]
- ART    new-PL-Poss2    ART  shoes
- "ваши новые валенки"

как видно на примере, к слову сначала присоединяется показатель множественного числа, а затем показатель посессивности.

### Локус маркирования
Локус маркирования в румейском является зависимостным и маркирует посессор.

##### Посессивная именная группа
категория принадлежности выражается присоединением аффиксов, указывающих на посессора:
|   |   | sg | sg   | pl   | pl  |
| 1 |   | -м | мой  | -мас | наш |
| 2 |   | -с | твой | -сас | ваш |
| 3 | m | -т | его  | -тын | их  |
| 3 | f | -ц | её   | -тын | их  |

### Тип ролевой кодировки
В румейском присутствует номинативно-аккузативный тип ролевой кодировки, то есть предложения с переходными и непереходными глаголами кодируются одинаково:
- атъарпус,       тына      ирт-ын[5]
- man                  ADJ         come-PRF3M
- "человек, который пришел"

- пас алон дзеф-ки-т                  мега    буга[6]
- on   field   graze-PASS-3SG      big       bull
- "на току пасется большой бык"
- ту       псар,    ту(ю)     пя-ка[5]
- ART   fish        ART      catch-PRF1
- "рыба, которую я поймал"

### Базовый порядок слов
Как и в греческом, преобладает порядок SVO, однако, в отличие от греческого, румейский  не является языком типа Pro-Drop, так как употребление местоименного подлежащего не маркировано.
- го    катъа    пирнос    ныфкум    ан         ту      крию    ту       неро[3]
- I      every     morning   wash         PTCP   ART   cold      ART   water
- "я каждое утро умываюсь холодной водой"

## Языковые особенности
В силу сравнительно скудного набора прилагательных в румейском языке, носители часто пользуются заимствованиями иноязычных слов.
При необходимости произнести фразу, содержащую слово, которое не имеет прототипа в румейском, информант употребит данное слово на русском (реже - украинском).
При достаточной частотности использования некоторых замен, они перестают восприниматься как иноязычные и становятся полноправным членом румейского словаря.
Русские прилагательные при использовании в румейском ставятся в единственное число мужского рода.

Также, как следствие словарного дефицита, носители вместо требуемого румейского слова могут использовать другое, как правило более частотное.
Так, в Янисольском диалекте по видимому отсутствует слово верхний:

(1)требуется сказать: яблоки остались только на верхних ветках
ответ информанта: тамила пемнан псила пас ту путах
перевод: яблоки остались только высоко на ветках

информант избегает использования прилагательного, заменив его частотным наречием ( псило)

## Список сокращений
Poss - показатель посессивности
PRF- совершенное время 
ART - артикль
PR - настоящее время
ADJ - прилагательное
PTCP - частица